# Boris Dolto
Pour les autres membres de la famille, voir Famille Dolto.
Boris Dolto (Simferopol, Crimée, 22 juillet 1899 (3 août dans le calendrier grégorien), - Antibes, 27 juillet 1981) est un kinésithérapeute français d'origine russe qui fut l'un des pionniers de la kinésithérapie en France.

## Biographie
Boris Ivanovitch Dolto est né en Crimée (région de l'Empire russe à l'époque). Ses parents étaient Ivan (ou Jean) Dolto, né vers 1857 à Perekop, et Nina Dmitrieff, son épouse, née vers 1867.
Il étudie au lycée de garçons d'Ekaterinodar, jusqu'en 1918. À la suite des évènements des révolutions russes, il s'engage volontairement en mars 1919, et sert en qualité de marin de 1re classe dans la flotte de l'armée du général Dénikine et du général Wrangel. Jusqu'au 10 avril 1921, il est à bord du croiseur Général Kornilov, croiseur qui fera partie de l'escadre russe évacuée vers Bizerte.
Il émigre en France en 1923, en passant par Marseille, et s'installe à Paris. Il y exerce les métiers de tourneur et d’ajusteur chez Citroën, puis de garçon de piste-infirmier au cirque Bouglione afin de financer ses études de médecine, orientées vers la rhumatologie.
Il participe à l'essor de l’École française d’orthopédie et de massage (EFOM), école qu'il a dirigée et qui porte son nom. Boris Dolto a beaucoup apporté à la recherche en kinésithérapie. Parmi ses élèves, on peut citer Ousmane Sow.
Il épouse Françoise Marette (future Françoise Dolto) (1908-1988) le 7 février 1942 à Paris. Ils ont ensemble trois enfants : Jean-Chrysostome dit « Carlos » (1943-2008), chanteur de variétés, Grégoire (1944), ingénieur et architecte naval, et Catherine (1946), médecin, haptothérapeute et écrivain.

## Ouvrages
- Traité de podologie, Éditions Maloine
- Le Corps entre les mains[8], Éditions Hermann